# Ovid (krater)
Ovid är en nedslagskrater på planeten Merkurius. Ovid är ungefär 41 kilometer i diameter.
1976 namngavs den efter poeten Ovidius.